# Un mito llamado...
Un mito llamado..., subtitulada Los mitos fue una serie española de televisión, emitida por TVE con dirección de Juan Guerrero Zamora e interpretación de Nuria Torray.

## Trama
A lo largo de cada episodio se revisaba un mito, concepto que incluía personajes, sucesos o conceptos. La revisión que se hacía era crítica y análisis social del comportamiento humano. Los episodios eran autónomos entre sí, sin relación argumental ni de personajes, siendo el hilo conductor, su protagonista la actriz Nuria Torray, que interpretó tantos personajes como episodios tuvo el espacio. Reseñable también la novedad de que la acción transcurre en la época actual.

## Presupuesto
Cien millones de pesetas.

## Listado de episodios
| - Presentación - 4 de enero de 1979 - Dulcinea - 11 de enero de 1979 - Modesto Blanch - José Caride - Alfonso del Real - Ángel Picazo - Mari Carmen Prendes - Ifigenia - 18 de enero de 1979 - Queta Claver - Diana Lorys - Cándida Losada - Roberto Martín - Andrés Mejuto - José Nieto - Luis Prendes - Manuel Tejada - Manuel Torremocha - Alcestes - 25 de enero de 1979 - Luis Prendes - Mercedes Prendes - Ricardo Tundidor - Fedra - 1 de febrero de 1979 - Alberto de Mendoza - Tony Isbert - Antígona - 8 de febrero de 1979 - Almudena Cotos - Joaquín Kremel - Javier Loyola | - El tiempo - 15 de febrero de 1979 - Tomás Blanco - Lola Lemos - Antonio Moreno - Nora - 22 de febrero de 1979 - Rafael Arcos - María Jesús Hoyos - Nadia Morales - Víctor Valverde - Electra - 1 de marzo de 1979 - Manuel Gallardo - Andrés Resino - Paquita Rico - Numancia I - 29 de marzo de 1979 - Ernesto Aura - Modesto Blanch - Rosa Fontana - María Jesús Hoyos - Andrés Mejuto - María Esperanza Navarro - Lorenzo Ramírez - Maria Saavedra - Fernando Sánchez Polack - Enrique Vivó | - Numancia II – 26 de abril de 1979 - Ernesto Aura - Modesto Blanch - Rosa Fontana - María Jesús Hoyos - Andrés Mejuto - María Esperanza Navarro - Lorenzo Ramírez - María Saavedra - Fernando Sánchez Polack - Enrique Vivó - Gea I - 3 de mayo de 1979 - Rafael Arcos - Miguel Ayones - Rosa Fontana - William Layton - Gea II - 10 de mayo de 1979 - Rafael Arcos - Miguel Ayones - Rosa Fontana - William Layton - Teófilo Calle - Félix Dafauce - Medea - 17 de mayo de 1979 - María Kosty - Carlos Lemos - Ramiro Oliveros |